# Корольовослобідський камінь з хрестом
Корольовослобідський камінь з хрестом — гранітний валун зі старовинним зображенням хреста, пам'ятка історії. Виявлений у селі Корольова Слобода-2 (Красновська сільрада, Свєтлогорський район, Гомельська область, Білорусь). Знаходиться на території музею міста Свєтлогорськ.
2007 року при археологічних розкопках міста Казимир, яке існувало в XVII столітті на місці села Корольова Слобода-2, були знайдені фундаментні валуни. Як вважає доктор історичних наук С. Я. Рассадін (м. Мінськ), вони лежали в підмурівку великої споруди, можливо, ратуші.
Після перевезення знахідок у Музей історії м.Свєтлогорська працівник музею помітив на одному з валунів зображення хреста, розміром близько 10 см (по вертикалі і горизонталі). Валун можна віднести до т. зв. закладних (підмурівкових) каменів з хрестами. Він є типовим прикладом знахідок, які містять відомості про старовинні звичаї.